# Турессон, Сванте
Сванте Турессон (англ. Svante Thuresson; 7 февраля 1937, Стокгольм, Швеция — 10 мая 2021) — шведский джазовый музыкант, вокалист, продюсер. В дуэте с Лилл Линдфорс с песней «Nygammal vals» представлял конкурс «Евровидение-1966». Обладатель стипендии Моники Зеттерлунд (2008).

## Биография
Сванте Турессон начал свою музыкальную карьеру как барабанщик. В 1963 году он стал участником вокального секстета «Gals and Pals», в результате чего начал постоянно появляться на телевидении и разного рода концертах. В то же время Турессон принимал участие в нескольких песенных фестивалях, в частности вместе с Лилль Линдфорс он получил право представлять Швецию на «Евровидении 1966», где они заняли второе место, исполняя песню «Nygammal vals».
В 70-х годах XX века Сванте Турессон сознательно отошел от популярной музыки, начал заниматься продюсированием других исполнителей. Во второй половине 80-х годов он гастролировал в составе джазового квартета, впрочем впоследствии решил вернуться к эстрадной музыке.
В 2002 году увидела свет новая пластинка Турессона «Nya kickar», материал для которой был написан самим музыкантом. А в 2007 году он совершил вторую попытку попасть на «Евровидение», исполнив на шведском отборочном конкурсе дуэтом с Анне-Ли Риде песню «First Time», которая, впрочем, заняла лишь 6 место в одном из полуфиналов. В 2011 году вышли сразу два альбома певца: «Regionala nyheter: Stockholmsdelen» и «En cool jul».
Умер 10 мая 2021 года.